# جوئل ودمایر
جوئل ودمایر (انگلیسی: Joelle Wedemeyer؛ زادهٔ ۱۲ اوت ۱۹۹۶) بازیکن فوتبال اهل آلمان است.
از باشگاه‌هایی که در آن بازی کرده‌است می‌توان به باشگاه فوتبال زنان وولفسبورگ و باشگاه فوتبال وولفسبورگ اشاره کرد.